# Isvind
Isvind (v překladu ledový vítr) je norská black metalová kapela založená v zimě roku 1992 hudebníky s přezdívkami Behram, Arak Draconiiz a Goblin v norském městě Oslo původně pod názvem Icewind. Behram byl v sestavě pouze krátce, kapela poté fungovala jistou dobu pouze ve dvou členech. V roce 1993 se přejmenovala na Isvind. V roce 2000 se Goblin a Arak rozhodli dát si pauzu, skupinu vzkřísili v roce 2002.
Ve svých textech se kapela věnuje temnotě, smrti a zimě.
V roce 1992 vyšlo první demo The Call of the Ice Wind a v roce 2000 první studiové album s názvem Dark Waters Stir.

## Diskografie
Demonahrávky
- The Call of the Ice Wind (1992)
- Nivelheimen (1993)
- Herskerinnen (1994)
- Promo 2004 (2004)

Studiová alba
- Dark Waters Stir (1996)
- Intet lever (2011)
- Daumyra (2013)
- Gud (2015)

EP
- Isvind (1995)

Kompilace
- 1993–1994 (2014)

Split nahrávky
- Kuldedød / Det hedenske Norge (2003) – společně s kapelou Orcrist